# Гунцелин III (граф Шверина)

Шверин в 1250 году (вверху справа)

Гунцелин III (нем. Gunzelin III. von Schwerin; ум. после 23 октября 1274) — граф Шверина с 1228 года. Сын Генриха I Чёрного.
К моменту смерти отца (1228) был несовершеннолетним и первое время правил под опекой матери. С 1230 года, после помолвки Гунцелина III с Маргаритой Мекленбургской (дочерью Генриха Борвина II), его опекуном стал сын последнего — Иоганн I фон Мекленбург.
Свадьба Гунцелина и Маргариты состоялась в 1241 году. Известны 8 их детей — 6 сыновей и 2 дочери. В том числе:
- Генрих II
- Хельмольд III
- Гунцелин, канонник в Шверине
- Иоганн, епископ Риги
- Матильда, в первом браке (до 1279 года) — жена Абеля, сына короля Дании Абеля, во втором браке — жена Иоганна Виттенбергского
- Никлот I.

Гунцелин III умер в конце 1274 года. Его наследниками стали Хельмольд III, получивший при разделе Шверин, Нойштадт и Мамитц, и Николай I, которому достались Бойценбург, Виттенбург и Кривитц.